# جبل شاستا
جبل شاستا (Karuk: Úytaahkoo أو «الجبل الأبيض») هو بركان يحتمل أن يكون نشطا، يقع في الطرف الجنوبي من سلسلة واسعة في مقاطعة سيسكييو (كاليفورنيا). يبلغ ارتفاعه 4,321.8 متر (14,179 قدم)، وهو بذلك ثاني أعلى قمة في السلسلة، وخامس أعلى قمة في الدولة. جبل شاستا يقدر حجمه بنحو 85 ميل مكعب (350 كـم3)، مما يجعله البركان الطبقي الأكثر ضخامة في السلسلة البركانية القوسية. يعد الجبل والمنطقة المحيطة به جزءا من غابة ثالوث شاستا الوطنية.

## انظر أيضًا

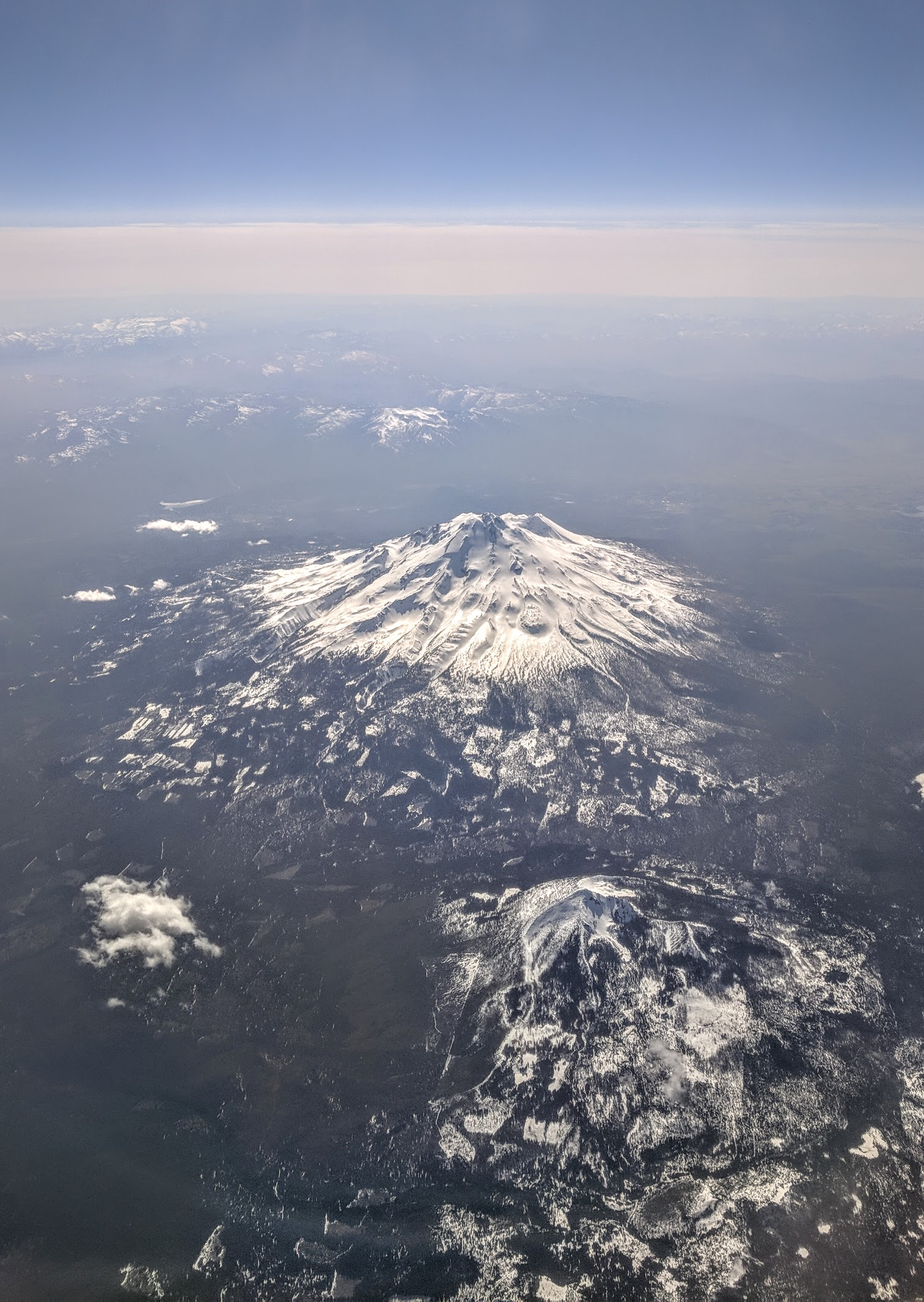
صورة جوية للجبل من الشرق (في الربيع).